# Clan Kanamori

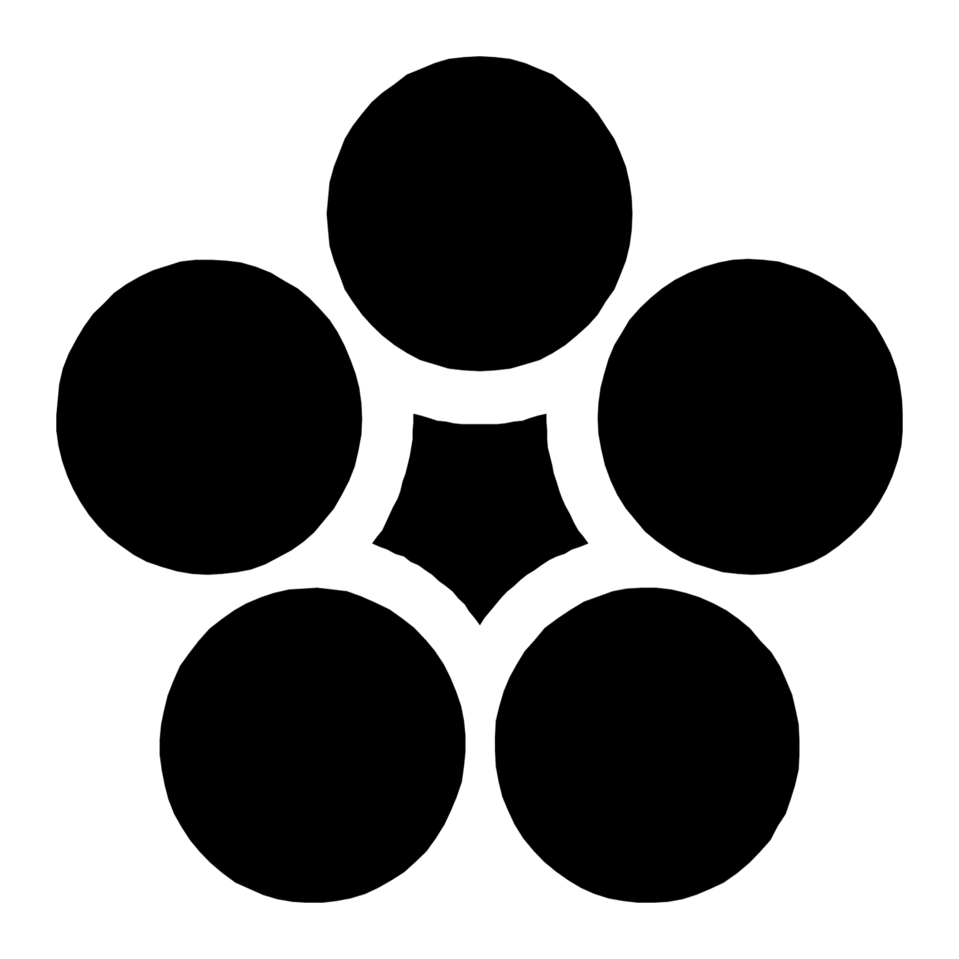
Emblème (mon) du clan Kanamori.

Le clan Kanamori (金森氏, Kanamori-shi) est un clan japonais de la période Sengoku, qui descend de Seiwa Genji par le clan Toki de la province de Hida. Ce clan dirige le domaine de Hida-Takayama à l'époque Sengoku.
Toki Sadayori est aussi connu sous le nom d'« Ōhata Sadayori ». Après qu'un de ses fils s'est rendu au village de Kanamori dans la voisine province d'Ōmi, le nom du clan est changé en « Kanamori ».

## Liste des daimyos
1. Kanamori Nagachika (金森 長近)
2. Kanamori Yoshihige (金森 可重)
3. Kanamori Shigeyori (金森 重頼)
4. Kanamori Yorinao (金森 頼直)
5. Kanamori Yorinari (金森 頼業)
6. Kanamori Yoritoki (金森 頼時)
7. Kanamori Arihiro (金森 可寛)
8. Kanamori Yorikane (金森 頼錦)

## Source de la traduction
- (en) Cet article est partiellement ou en totalité issu de l’article de Wikipédia en anglais intitulé « Kanamori clan » (voir la liste des auteurs).